# Mikroregion Santa Rosa

Mikroregion Santa Rosa

Mikroregion Santa Rosa – mikroregion w brazylijskim stanie Rio Grande do Sul należący do mezoregionu Noroeste Rio-Grandense. Ma powierzchnię 3.432,3 km²

## Gminy
- Alecrim
- Cândido Godói
- Independência
- Novo Machado
- Porto Lucena
- Porto Mauá
- Porto Vera Cruz
- Santa Rosa
- Santo Cristo
- São José do Inhacorá
- Três de Maio
- Tucunduva
- Tuparendi